# Provincia di Poni
La provincia di Poni è una delle 45 province del Burkina Faso, situata nella Regione del Sud-Ovest. Il capoluogo è Gaoua.

## Struttura della provincia
La provincia di Poni comprende 10 dipartimenti, di cui 1 città e 9 comuni:

### Città
- Gaoua

### Comuni
- Bouroum-Bouroum
- Boussera
- Djigoué
- Gbomblora
- Kampti
- Loropéni
- Malba
- Nako
- Périgban